# Coppa di Francia (pallavolo femminile)
La Coppa di Francia è una competizione pallavolistica per squadre di club francesi femminili, organizzata con cadenza annuale dalla FFVB.

## Edizioni
| Edizione         | Edizione            | Podio              | Podio         | Podio              |               |
| Anno             | Sede della finale   | Campione           | Risultato     | Finalista          |               |
| ---------------- | ------------------- | ------------------ | ------------- | ------------------ | ------------- |
| 1985-86 Dettagli | Colmar              | Clamart            | 3 - 1         | VGA Saint-Maur     |               |
| 1986-87 Dettagli | Poitiers            | Clamart            | -             | RC de France       |               |
| 1987-88 Dettagli | Nîmes               | RC de France       | 3 - 0         | RC Cannes          |               |
| 1988-1989        | -                   | Non disputata      | Non disputata | Non disputata      | Non disputata |
| 1989-90 Dettagli | -                   | RC de France       | -             | Courrières Sport   |               |
| 1990-91 Dettagli | Parigi              | Riom               | 3 - 2         | RC de France       |               |
| 1991-92 Dettagli | -                   | RC de France       | 3 - 2         | Riom               |               |
| 1992-93 Dettagli | -                   | RC de France       | -             | Riom               |               |
| 1993-94 Dettagli | Villebon-sur-Yvette | Calais             | 3 - 1         | RC Cannes          |               |
| 1994-95 Dettagli | -                   | Riom               | -             | RC Cannes          |               |
| 1995-96 Dettagli | Parigi              | RC Cannes          | 3 - 2         | Riom               |               |
| 1996-97 Dettagli | Parigi              | RC Cannes          | 3 - 2         | Riom               |               |
| 1997-98 Dettagli | Limoges             | RC Cannes          | 3 - 0         | Riom               |               |
| 1998-99 Dettagli | Parigi              | RC Cannes          | 3 - 2         | Clamart            |               |
| 1999-00 Dettagli | Parigi              | RC Cannes          | 3 - 0         | ASPTT Mulhouse     |               |
| 2000-01 Dettagli | Parigi              | RC Cannes          | 3 - 0         | USSP Albi          |               |
| 2001-02 Dettagli | Poitiers            | Villebon           | 3 - 1         | RC Cannes          |               |
| 2002-03 Dettagli | Parigi              | RC Cannes          | 3 - 0         | USSP Albi          |               |
| 2003-04 Dettagli | Riom                | RC Cannes          | 3 - 0         | Villebon           |               |
| 2004-05 Dettagli | Cannes              | RC Cannes          | 3 - 0         | La Rochette        |               |
| 2005-06 Dettagli | Vandœuvre-lès-Nancy | RC Cannes          | 3 - 0         | USSP Albi          |               |
| 2006-07 Dettagli | Auxerre             | RC Cannes          | 3 - 1         | La Rochette        |               |
| 2007-08 Dettagli | Cannes              | RC Cannes          | 3 - 1         | Le Cannet          |               |
| 2008-09 Dettagli | Vandœuvre-lès-Nancy | RC Cannes          | 3 - 0         | ASPTT Mulhouse     |               |
| 2009-10 Dettagli | Parigi              | RC Cannes          | 3 - 1         | ASPTT Mulhouse     |               |
| 2010-11 Dettagli | Parigi              | RC Cannes          | 3 - 0         | Le Cannet          |               |
| 2011-12 Dettagli | Parigi              | RC Cannes          | 3 - 0         | ASPTT Mulhouse     |               |
| 2012-13 Dettagli | Parigi              | RC Cannes          | 3 - 1         | Calais             |               |
| 2013-14 Dettagli | Parigi              | RC Cannes          | 3 - 0         | Nantes             |               |
| 2014-15 Dettagli | Parigi              | Le Cannet          | 3 - 1         | RC Cannes          |               |
| 2015-16 Dettagli | Parigi              | RC Cannes          | 3 - 1         | Nantes             |               |
| 2016-17 Dettagli | Clermont-Ferrand    | Venelles           | 3 - 2         | Béziers            |               |
| 2017-18 Dettagli | Parigi              | RC Cannes          | 3 - 1         | Béziers            |               |
| 2018-19 Dettagli | Mulhouse            | Saint-Raphaël      | 3 - 1         | Nantes             |               |
| 2019-20 Dettagli | Cannes              | Venelles           | 3 - 0         | Volero Le Cannet   |               |
| 2020-21 Dettagli | Mulhouse            | ASPTT Mulhouse     | 3 - 0         | Istres             |               |
| 2021-22 Dettagli | Parigi              | Volero Le Cannet   | 3 - 1         | RC Cannes          |               |
| 2022-23 Dettagli | Parigi              | Béziers            | 3 - 2         | RC Cannes          |               |
| 2023-24 Dettagli | Parigi              | Neptunes de Nantes | 3 - 2         | Mulhouse           |               |
| 2024-25 Dettagli | Chartres            | Mulhouse           | 3 - 1         | Neptunes de Nantes |               |

## Palmarès
| Squadra            | Titolo | Edizione |
| ------------------ | ------ | --- |
| RC Cannes          | 20     | 1995-96, 1996-97, 1997-98, 1998-99, 1999-00, 2000-01, 2002-03, 2003-04, 2004-05, 2005-06, 2006-07, 2007-08, 2008-09, 2009-10, 2010-11, 2011-12, 2012-13, 2013-14, 2015-16, 2017-18 |
| RC de France       | 4      | 1987-88, 1989-90, 1991-92, 1992-93 |
| Clamart            | 2      | 1986-87, 1987-88 |
| Riom               | 2      | 1990-91, 1994-95 |
| Venelles           | 2      | 2016-17, 2019-20 |
| Mulhouse           | 2      | 2020-21, 2024-25 |
| Calais             | 1      | 1993-94 |
| Villebon           | 1      | 2001-02 |
| Le Cannet          | 1      | 2014-15 |
| Saint-Raphaël      | 1      | 2018-19 |
| Volero Le Cannet   | 1      | 2021-22 |
| Béziers            | 1      | 2022-23 |
| Neptunes de Nantes | 1      | 2023-24 |